# Nordick
Nordick ist ein Weiler und eine Bauerschaft in der Gemeinde Heiden im Münsterland, Nordrhein-Westfalen.

## Geographie

### Lage
Nordick liegt nördlich des Hauptdorfs Heiden und südlich der Nachbarstadt Velen. Markant ist die L829, welche Heiden und Velen verbindet und Nordick in Nord-Süd-Achse schneidet. Nördlich läuft die Bundesstraße 67 an Nordick vorbei. Im Westen liegt das Gebiet der Dorfbauerschaft Lammersfeld. Östlich schließt sich das Waldgebiet Die Uhlen an.

### Nachbargemeinden
| Dorf Ramsdorf (zu Velen)            | Stadt Velen                     | Dorf Hochmoor (zu Gescher)          |
| Bauerschaft Lammersfeld (zu Heiden) | Kompass                         | Dorf Groß Reken (Gemeinde Reken)    |
| Gemeinde Heiden                     | Bauerschaft Leblich (zu Heiden) | Dorf Bahnhof Reken (Gemeinde Reken) |

## Geschichte
Im Süden des Nordicker Gebietes liegt das Steinkammergrab Teufelsteine, welches ca. 3500–2800 v. Chr. entstand und damit die erste Spur menschlicher Besiedlung im Raum Heiden darstellt.

## Kultur und Sehenswürdigkeiten

### Bodendenkmäler
In einer von Kiefern bewachsenen Dünenlandschaft liegen die Teufelssteine (Düwelsteene), eine jungsteinzeitliche Megalithanlage der Trichterbecherkultur.

### Naturdenkmäler und Naherholung
In Nordick befindet sich sowohl das ehemalige Naturschutzgebiet Römersee, als auch das Naturschutzgebiet Schwarzes Venn.
Am Römersee befindet sich inzwischen eine Campingplatzanlage.
Ein artesischer Brunnen findet sich nahe der Grenze zu Velen.

### Vereine
Der wichtigste Verein des Nordicker Kulturlebens ist, wie in Streusiedlungen dieser Größe durchaus üblich, der Schützenverein St. Georgius Heiden-Nordick. Wann das Schützenfest, das heutzutage im Zweijahreswechsel mit Leblich stattfindet, begründet ist, ist unklar.
In Nordick hat der Zucht-, Reit- und Fahrverein ZRFV Heiden seine Anlagen. Mehrmals jährlich finden hier große Reitsportevents statt.

## Infrastruktur

### Straßen
Nordick wird von der L829 (Heiden–Velen) in Nord-Süd-Richtung durchzogen. Von Heiden nach Groß Reken führt die K57 südlich an Nordick vorbei. Die K55 von Ramsdorf nach Heiden liegt im Westen. Durch die Bundesstraße 67 (Bocholt–Borken–Dülmen) und die Bundesautobahn 31 (Emden–Oberhausen) in unmittelbarer Nähe ist Nordick sehr gut an das Fernstraßennetz angebunden.

### Personennahverkehr
Busse durchqueren Nordick von Velen nach Heiden nur zu Schulzeiten. In Heiden kann der RegioBus nach Reken und Borken erreicht werden.
Am P+R-Haltepunkt kann man an der Ramsdorfer Straße in den SchnellBus 75 nach Bocholt oder Münster einsteigen.